# Heath Wood-gravhøjene
Heath Wood-gravhøjene er en gruppe vikinge-gravhøje fra det 9. århundrede nær Ingleby, Derbyshire. 
Heath Wood rummer 59 gravhøje og er usædvanlig ved at være de eneste kendte skandinaviske ligbrændingsgrave på de britiske øer. Anlægget menes at være en begravelsesplads for den Store Hedenske Hær, der kom til England mellem 873 og 878 (og som omtales i den Angelsaksiske Krønike). Tidlige udgravninger fandt at nogle høje var tomme og sandsynligvis bygget til minde om folk, hvis lig ikke var tilgængeligt.
En udgravning i 2004 gav en mængde fund, som kan ses i Derby Museum. Det menes at fundene er fra samme periode som begravelsespladserne i det nærliggende Repton; ligene i Repton er imidlertid ikke brændt.